# Horace Walker
Horace Walker  (1838–1908) foi um montanhista inglês que realizou várias primeiras ascensões nas Grandes Jorasses (Alpes), na Nova Zelândia e no Cáucaso.

## Família Walker
De uma família de alpinistas célebres e da qual também fazem parte Horace Walker, Frank Walker, e a primeira mulher a subir ao Matterhorn, Lucy Walker. Horace Walker foi presidente do Alpine Club de 1891 a 1893, como ficou conhecido o primeiro clube alpino inglês.

## Homenagens

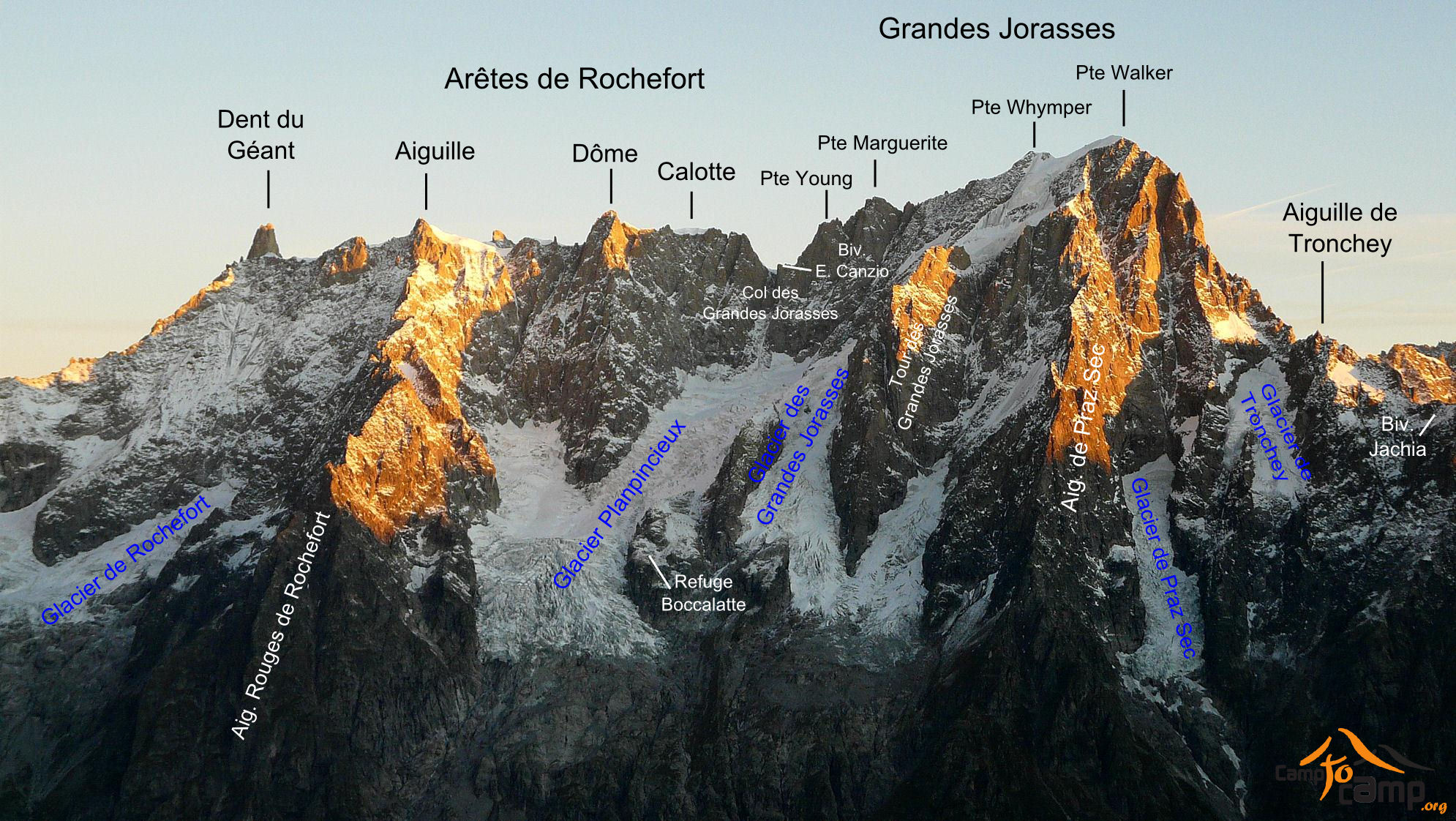
A Ponta Walker, a mais alta das Grandes Jorasses

Nos Alpes a Ponta Walker - o ponto culminante das Grandes Jorasses -  tomou o nome de Horace Walker em lembrança da data da primeira ascensão das Grandes Jorasses a 30 de junho de 1868. A cordada era formada por ele, pelo guia  Melchior Anderegg e com Johann Jaun e Julien Grange.
Na Nova Zelândia deixou ficar o nome ao glaciar Horace Walker e ao refúgio Horace Walker ambos nos Alpes do Sul.
No Cáucaso o seu nome também ficou ligado desde 1874, ao cume ocidental este pela expedição conduzida pelo guia balcânico Akhia Sottaiev e por conta do britânico Florence Crauford Grove acompanhado par Horace Walker, Frederick Gardiner e o guia suíço Peter Knubel.

## Ascensões
- 1864 - Barre des Écrins com Adolphus Warburton Moore e Edward Whymper e os guias Michel Croz, Christian Almer e o seu filho Ulrich Almer
- 1864 - Balmhorn (Alpes bernoises) com Frank Walker e Lucy Walker e os guias Jakob Anderegg e Melchior Anderegg
- 1865 - Piz Roseg (Chaîne de la Bernina) com A.W. Moore e o guia Jakob Anderegg
- 1865 - Ober Gabelhorn (Alpes valaisanos) com A.W. Moore e o guia Jakob Anderegg
- 1865 - Pigne d'Arolla (Alpes valaisannes) com A.W. Moore e o guia Jakob Anderegg
- 1865 - Arête Brenva (Mont Blanc) com George Spencer Mathews, A.W. Moore, Franck Walker e os guias Jakob e Melchior Anderegg
- 1868 - Grandes Jorasses (Monte Branco) com os guias Melchior Anderegg, Johann Jaun e Julien Grange
- 1874 - Monte Elbrus no Cáucaso, cume ocidental, com Florence Crauford Grove e Frederick Gardiner e os guias Ahiya Sottaiev e Peter Knubel

## Imagens
E referências do Horace Walker glacier